# Chifeng Yulong flygplats
Chifeng Yulong Airport (kinesiska: 赤峰玉龙机场, Cèfēng Yùlóng Jīchǎng) är en flygplats i Kina. Den ligger i den autonoma regionen Inre Mongoliet, i den norra delen av landet, omkring 620 kilometer öster om regionhuvudstaden Hohhot.
Runt Chifeng Yulong Airport är det ganska tätbefolkat, med 160 invånare per kvadratkilometer. Närmaste större samhälle är Chifeng, 5,9 km nordost om Chifeng Yulong Airport. Trakten runt Chifeng Yulong Airport består i huvudsak av gräsmarker.
Genomsnittlig årsnederbörd är 567 millimeter. Den regnigaste månaden är juni, med i genomsnitt 159 mm nederbörd, och den torraste är januari, med 4 mm nederbörd.